# Боинг, боинг (Ненад Гвозденовић)
Боинг, боинг је позоришна представа у копродукцији Краљевачког позоришта и Књажевско-српског театра, премијерно изведена у сезони 2017/18. Комад је режирао Ненад Гвозденовић, по истоименом тексту Марка Камолетија.

## О представи
Представа Боинг, боинг је дело француског комедиографа Марка Камолетија, чије је прво извођење било на сцени Аполо театра у Лондону, 1962. године. Адаптације тог комада су касније премијерно извођене преко 200 пута у дворанама широм света, док је текст уписан у Гинисову књигу рекорда. Адаптација Ненада Гвозденовића на сцену је постављена у сезони 2017/18, те је на позорници Краљевачког позоришта премијерно изведена 17. децембра 2017. године. У јануару наредне године одиграна је и у Књажевско-српском театру у Крагујевцу. Представа је реализована као копродукција те две куће, а премијерну поделу чине Зоран Церовина и Светлана Миленковић из Краљевачког позоришта, као и Младен Кнежевић, Исидора Рајковић, Јасмина Димитријевић и Катарина Јанковић из Књажевско-српског театра.
Радња представе догађа се у Паризу, где станује јунак представе, Бернар, чији лик у овој верзији тумачи Зоран Церовина. Он је истовремено верен за три жене, стјуардесе различитих националности, запослене у иностраним компанијама. Американку, Немицу и Италијанку глуме Катарина Јанковић, Исидора Рајковић и Јасмина Димитријевић. Бернару у посету долази дугогодишњи пријатељ, Робер, ког игра Младен Кнежевић. Улога кућне помоћнице Берте додељена је Светлани Миленковић. Заплет кулминира када се три стјуардесе међусобно упознају, Бернар остаје затечен новонасталим догађајима, док Берта проналази начин да из те ситуације профитира.
Кроз представу је доминантан плес Ча-ча-ча, док је најчешће коришћена нумера Луа Беге, Ангелина.

## Подела улога
| Глумац               | Улога   |
| -------------------- | ------- |
| Исидора Рајковић     | Елза    |
| Јасмина Димитријевић | Рафаела |
| Катарина Јанковић    | Џенет   |
| Зоран Церовина       | Бернар  |
| Младен Кнежевић      | Робер   |
| Светлана Миленковић  | Берта   |